# Georgia Simmerling
Georgia Simmerling (Vancouver, 11 de març de 1989) és una esportista canadenca. Practica l'esquí alpí i l'esquí acrobàtic, concretament Skicross. I a partir del 2015 s'ha especialitzat en el ciclisme. Es va convertir en la primera canadenca en participar en tres esports en tres Jocs Olímpics diferents.
En esquí alpí va participar en els Jocs Olímpics d'Hivern de 2010, a la prova de Super Gegant on va quedar 27a. Des del 2008 ja havia debutat a la Copa del Món sense obtenir cap èxit destacat.
També va participar Jocs Olímpics d'Hivern de 2014, aquest cop en la modalitat de Skicross. Va acabar en 14a posició.
En ciclisme s'ha especialitzat en la pista. El 2016 va guanyar una medalla de plata al Campionat del món de persecució per equips i un bronze als Jocs Olímpics de Rio en la mateixa prova.
L'any 2018, a causa d'un accident durant una competició, l'atleta es va trencar les dues cames.

## Palmarès en pista
- 2015
  -  Campiona del Canadà de Persecució per equips (amb Jasmin Glaesser, Laura Brown i Stephanie Roorda)
- 2016
  -  Medalla de bronze als Jocs Olímpics de Rio de Janeiro en Persecució per equips (amb Jasmin Glaesser, Kirsti Lay, Allison Beveridge i Laura Brown)[3]

### Resultats a laCopa del Món
- 2015-2016
  - 1a a Hong Kong, en Persecució per equips